# بادکنک سفید
بادکنک سفید محصول سال ۱۳۷۳ گروه کودک شبکه دوم سیما فیلمی به کارگردانی جعفر پناهی و نویسندگی عباس کیارستمی است.

## خلاصه داستان
یک‌ساعت‌ونیم به تحویلِ سال باقی مانده‌است. دخترِ خردسالی، به‌نامِ راضیه، برای خریدِ ماهیِ سفره هفت‌سین از مادرش یک اسکناس پانصدتومانی می‌گیرد، اما آن را گم می‌کند. راضیه در تلاش برای پیداکردنِ اسکناس، با آدم‌های مختلف و اتفاقاتِ جالبی روبه‌رو می‌شود. چیزی به پایانِ سال نمانده که راضیه با کمکِ برادر و چوبِ یک بادکنک‌فروشِ غریب، اسکناس را به‌دست می‌آورند. راضیه ماهی را می‌خرد و به خانه می‌رود. سال تحویل می‌شود. همه به خانه‌هاشان رفته‌اند. اما پسرکِ بادکنک‌فروش، که یک بادکنکِ سفید به چوب‌ش وصل است، جایی ندارد که برود.

## جوایز
| ۱۳۷۳ | برنده | بهترین فیلم اول                    | سیزدهمین جشنواره فیلم فجر                | ایران  |
| ۱۳۷۳ | نامزد | بهترین فیلم‌نامه                    | سیزدهمین جشنواره فیلم فجر                | ایران  |
| ۱۳۷۳ | نامزد | بهترین بازیگر نقش دوم زن           | سیزدهمین جشنواره فیلم فجر                | ایران  |
| ۱۳۷۳ | نامزد | بهترین صدابرداری                   | سیزدهمین جشنواره فیلم فجر                | ایران  |
| ۱۳۷۴ | نامزد | بهترین عکس                         | چهاردهمین جشنواره فیلم فجر               | ایران  |
| ۱۹۹۵ | برنده | دوربین طلایی                       | چهل و هشتمین جشنواره بین‌المللی فیلم کن   | فرانسه |
| ۱۹۹۵ | برنده | فدراسیون هنر و تجربه               | چهل و هشتمین جشنواره بین‌المللی فیلم کن   | فرانسه |
| ۱۹۹۵ | برنده | جایزه انجمن منتقدان بین‌المللی فیلم | چهل و هشتمین جشنواره بین‌المللی فیلم کن   | فرانسه |
| ۱۹۹۵ | برنده | جایزه بزرگ توکیو                   | هشتمین جشنواره بین‌المللی فیلم توکیو      | ژاپن   |
| ۱۹۹۵ | برنده | جایزه اول جشنواره                  | نوزدهمین جشنواره بین‌المللی فیلم سائوپولو | برزیل  |